# Autoroute A32 (France)

Autoroute A32

Pour les articles homonymes, voir A32.
L'autoroute A32 était un projet de doublement de l'autoroute lorraine A31 entre la frontière franco-luxembourgeoise et Toul. Elle fait l'objet de nombreux débats, tant au sujet de son tracé que de son phasage. En 2009, le préfet Bernard Niquet a annoncé la mise en sommeil du projet de l'A32, au profit d'amélioration des infrastructures existantes puis le SNIT (Schéma National des Infrastructures de Transport) a officiellement abandonné le projet en juillet 2010.

## Le projet
L'A32, dont le projet est à l'étude depuis de début des années 1990, viendrait doubler l'actuelle A31 entre la frontière luxembourgeoise et Toul, à l'ouest de Nancy.
L'A31, du Luxembourg à Toul est entièrement gratuite et son trafic, parmi les plus denses de France (plus de 100 000 véhicules par jour entre Thionville et Metz), pose des problèmes de circulation de plus en plus visibles. Les nombreux bouchons gênent les automobilistes qui l'empruntent souvent au quotidien.

### Les tracés
Le tracé de l'A32 n'a été défini que très provisoirement en 2005. La construction de l'A32 était quasiment acquise jusqu'en 2003, où le changement de majorité politique de la région Lorraine est venu relancer le débat. Ainsi, la région s'oppose dès lors à un tracé à l'est (tracé dit est, c’est-à-dire à l'est de l'actuelle A31, ou tracé « grand sillon »), privilégiant l'idée d'un tracé dit « Grand Ouest ». Deux grands tracés sont donc envisagés, aux enjeux différents.

#### Tracé est
Le tracé est, ou Grand Sillon, longe l'actuelle A31 et dessert les trois grandes agglomérations du bassin mosellan, à savoir Thionville, Metz et Nancy, pour s'éloigner de l'A31 à hauteur de Dieulouard, en créant un barreau jusqu’à Toul, où se ferait la jonction avec l'A31. 
Un crochet vers l'est au sud de Metz permettrait de desservir l'aéroport Metz-Nancy-Lorraine et la gare TGV de Louvigny.
Si ce tracé offre de nombreuses possibilités de phasages, il suscite de vives oppositions de la part d'élus et riverains. Il couperait la ville de Florange en deux (déjà coupée par l'A30), et ne changerait guère la donne sur l'A31. Car l'A32 serait payante (alors que l'A31 est gratuite) et on voit mal routiers et usagers de véhicules légers emprunter une A32 payante parallèle à une A31 gratuite.
Enfin, on ne peut oublier d'évoquer les mécontentements quant à la pollution atmosphérique et sonore qu'engendrerait un tracé est, au milieu d'un axe déjà bien équipé en maillage routier.

#### Tracé grand ouest
Il irait de Longwy et de la frontière Belge (sans doute reliée à la E25 en Belgique), en passant par la Meuse (Étain) et rejoignant l'A31 au sud de Toul. L'avantage de ce tracé volontairement risqué réside dans une véritable politique d'aménagement du territoire, en désenclavant la Meuse, département rural et particulièrement sinistré. De plus, il permettrait au trafic de se déporter sur l'A32 et d'éviter l'A31. Les opposants estiment que l'A4 (reliant Paris à Strasbourg) n'a pas désenclavé la Meuse sur la partie traversée et que l'A32 serait en conséquence un pari trop risqué. Ce tracé éloignerait l'A32 du poumon économique lorrain, qui se situe lui dans le sillon mosellan, et donc des grandes villes comme Metz ou Nancy. De plus, ce tracé ne présente aucune possibilité de phasage. Il n'y a en revanche pas de contraintes de construction majeure, sauf la traversée du Parc naturel régional de Lorraine.

## Remise en cause
Une prospective réalisée par la DATAR en 2003 avait envisagé deux avenirs possibles pour les transports dans le  sillon mosellan:
- un scénario « au fil de l’eau » :   doublement de l'A31 par une nouvelle autoroute A32, limitation du TER aux trajets domicile-travail ;
- le scénario du développement durable : localisation de la gare TGV à Vandières pour une desserte par les trains régionaux, itinéraire fret ferroviaire par Athus pour augmenter les capacités voyageurs de la ligne Nancy-Luxembourg et élargissement de l'A31.

Ainsi, de nouveaux projets alternatifs sont maintenant présentés : parmi eux, on recense la mise à 2×3 voies de l'A31 entre Nancy et Metz, et jusqu’à la frontière luxembourgeoise, voire une très difficilement réalisable mise à 2×4 voies entre Thionville et Metz, sans compter un élargissement dans les traversées de Thionville et Metz. Un projet de contournement de Thionville est à l'étude. En dehors des projets routiers, la région et de plus en plus de Lorrains réclament le développement du ferroviaire, mais la ligne Nancy Metz est au bord de la saturation, du ferroutage, des voies d'eau... À titre d'exemple, un nouvel axe de fret ferroviaire est actif entre la Belgique et Nancy, venant aérer celui déjà existant. 

Mais se pose une autre question : ce doublement est-il vraiment inévitable et utile ?
La fermeture de l'A31 pendant 5 mois au sud de Thionville en 2005 n'a pas engendré les bouchons monstres attendus et autres ralentissements sur les axes secondaires. Grâce à une politique de transport efficace, beaucoup de poids-lourds en provenance de Belgique et des Pays-Bas et à destination du sud de l'Europe ont été déviés par l'A5 (axe Reims/Troyes/Langres/A31) vidant ainsi l'axe lorrain des camions. Pourtant, des voix se font entendre pour expliquer que si un tel changement dans les habitudes des routiers venait à se confirmer, la Lorraine serait pénalisée dans sa fonction d'axe Europe du Nord-Europe du Sud.
En juillet 2010, le Schéma national des infrastructures des transports recommande l'abandon de l'A32 au profit de l'aménagement de l'A31 à 2x3 voies entre Metz et Nancy. Un barreau entre Dieulouard et Toul est également préconisé ainsi qu'une liaison entre l'A30 et l'A31 à l'ouest de Thionville.

## Autoroute A320
Avant 1996, il a été construit, en 1971, une autoroute, l'A32, entre Metz (quartier de Bellecroix) et La frontière allemande (Brême d'Or) en direction de Sarrebruck, qui fut renommée (de Metz à Freyming-Merlebach) A4 en 1982. A32 resta le nom jusqu'en 1996 de l'autoroute actuellement nommée A320 : Freyming-Merlebach - Forbach - Allemagne.